# هردوی ما
«هردوی ما» (به انگلیسی: Both of Us) تک‌آهنگی از هنرمند اهل ایالات متحده آمریکا بی. او. بی و تیلور سوئیفت است.
این تک‌آهنگ در چارت‌های استرالیا جزو ده ترانه اول قرار گرفت.